# Citi Open 2015 - Qualificazioni singolare maschile
Le qualificazioni del singolare maschile del Citi Open 2015 sono state un torneo di tennis preliminare per accedere alla fase finale della manifestazione. I vincitori dell'ultimo turno sono entrati di diritto nel tabellone principale. In caso di ritiro di uno o più giocatori aventi diritto a questi sono subentrati i lucky loser, ossia i giocatori che hanno perso nell'ultimo turno ma che avevano una classifica più alta rispetto agli altri partecipanti che avevano comunque perso nel turno finale.

## Teste di serie
1. Rajeev Ram (ritirato)
2. Kyle Edmund (primo turno)
3. Ivan Dodig (ultimo turno, Lucky Loser)
4. James Ward (primo turno)
5. Guido Pella (qualificato)
6. Alejandro González (ultimo turno)

1. Ryan Harrison (qualificato)
2. Austin Krajicek (primo turno)
3. John-Patrick Smith (qualificato)
4. Yoshihito Nishioka (qualificato)
5. Somdev Devvarman (primo turno)
6. Yūichi Sugita (primo turno)

## Qualificati
1. Marinko Matosevic
2. Ryan Harrison
3. Yoshihito Nishioka

1. Darian King
2. Guido Pella
3. John-Patrick Smith

### Lucky losers
1. Ivan Dodig

## Tabellone

### Legenda
| - Q = Qualificato - WC = Wild card - LL = Lucky loser | - ALT = Alternate - SE = Special Exempt - PR = Protected Ranking | - w/o = Walkover - r = Ritirato - d = Squalificato |

### Sezione 1
|  | Primo turno | Primo turno       | Primo turno | Primo turno | Primo turno |  |  | Ultimo turno | Ultimo turno      | Ultimo turno      | Ultimo turno | Ultimo turno |  |
|  |             |                   |             |             |             |  |  |              |                   |                   |              |              |  |
|  | Alt         | Sekou Bangoura    | 3           | 7           | 67          |  |  |              |                   |                   |              |              |  |
|  | Alt         | Takuto Niki       | 6           | 64          | 7           |  |  | Alt          | Takuto Niki       | Takuto Niki       | 2            | 4            |  |
|  |             | Marinko Matosevic | 6           | 2           | 7           |  |  |              | Marinko Matosevic | Marinko Matosevic | 6            | 6            |  |
|  | 8           | Austin Krajicek   | 3           | 6           | 6           |  |  |              |                   |                   |              |              |  |

### Sezione 2
|  | Primo turno | Primo turno      | Primo turno | Primo turno | Primo turno |  |  | Ultimo turno | Ultimo turno  | Ultimo turno  | Ultimo turno | Ultimo turno |  |
|  |             |                  |             |             |             |  |  |              |               |               |              |              |  |
|  | 2/Alt       | Kyle Edmund      | Kyle Edmund | 4           | 0           |  |  |              |               |               |              |              |  |
|  | Alt         | Miša Zverev      | Miša Zverev | 6           | 6           |  |  | Alt          | Miša Zverev   | Miša Zverev   | 3            | 63           |  |
|  |             | Guilherme Clezar | 3           | 7           | 2           |  |  | 7            | Ryan Harrison | Ryan Harrison | 6            | 7            |  |
|  | 7           | Ryan Harrison    | 6           | 62          | 6           |  |  |              |               |               |              |              |  |

### Sezione 3
|  | Primo turno | Primo turno        | Primo turno | Primo turno | Primo turno |  |  | Ultimo turno | Ultimo turno       | Ultimo turno       | Ultimo turno | Ultimo turno |  |
|  |             |                    |             |             |             |  |  |              |                    |                    |              |              |  |
|  | 3           | Ivan Dodig         | 6           | 3           | 7           |  |  |              |                    |                    |              |              |  |
|  |             | Liam Broady        | 3           | 6           | 65          |  |  | 3            | Ivan Dodig         | Ivan Dodig         | 62           | 3            |  |
|  | WC          | Robby Ginepri      | 6           | 3           | 3           |  |  | 10           | Yoshihito Nishioka | Yoshihito Nishioka | 7            | 6            |  |
|  | 10          | Yoshihito Nishioka | 4           | 6           | 6           |  |  |              |                    |                    |              |              |  |

### Sezione 4
|  | Primo turno | Primo turno      | Primo turno | Primo turno | Primo turno |  |  | Ultimo turno | Ultimo turno | Ultimo turno | Ultimo turno | Ultimo turno |  |
|  |             |                  |             |             |             |  |  |              |              |              |              |              |  |
|  | 4           | James Ward       | 4           | 7           | 4           |  |  |              |              |              |              |              |  |
|  | Alt         | Zhang Ze         | 6           | 5           | 6           |  |  | Alt          | Zhang Ze     | Zhang Ze     | 5            | 3            |  |
|  | Alt         | Darian King      | 6           | 5           | 6           |  |  | Alt          | Darian King  | Darian King  | 7            | 6            |  |
|  | 11          | Somdev Devvarman | 2           | 7           | 2           |  |  |              |              |              |              |              |  |

### Sezione 5
|  | Primo turno | Primo turno    | Primo turno    | Primo turno | Primo turno |  |  | Ultimo turno | Ultimo turno | Ultimo turno | Ultimo turno | Ultimo turno |  |
|  |             |                |                |             |             |  |  |              |              |              |              |              |  |
|  | 5           | Guido Pella    | Guido Pella    | 6           | 6           |  |  |              |              |              |              |              |  |
|  | WC          | Jordi Arconada | Jordi Arconada | 4           | 4           |  |  | 5            | Guido Pella  | Guido Pella  | 6            | 6            |  |
|  | WC          | Eric Quigley   | 6              | 5           | 6           |  |  | WC           | Eric Quigley | Eric Quigley | 3            | 4            |  |
|  | 12          | Yūichi Sugita  | 3              | 7           | 4           |  |  |              |              |              |              |              |  |

### Sezione 6
|  | Primo turno | Primo turno        | Primo turno        | Primo turno | Primo turno |  |  | Ultimo turno | Ultimo turno       | Ultimo turno       | Ultimo turno | Ultimo turno |  |
|  |             |                    |                    |             |             |  |  |              |                    |                    |              |              |  |
|  | 6           | Alejandro González | 3                  | 6           | 6           |  |  |              |                    |                    |              |              |  |
|  | WC          | Ryan Shane         | 6                  | 3           | 2           |  |  | 6            | Alejandro González | Alejandro González | 63           | 1            |  |
|  | Alt         | Matija Pecotić     | Matija Pecotić     | 2           | 4           |  |  | 9            | John-Patrick Smith | John-Patrick Smith | 7            | 6            |  |
|  | 9           | John-Patrick Smith | John-Patrick Smith | 6           | 6           |  |  |              |                    |                    |              |              |  |